# TJX Companies
TJX Companies, Inc. (afgekort TJX ) is een Amerikaanse multinational die off-price warenhuizen exploiteert. Het hoofdkantoor van de onderneming is gevestigd in Framingham, Massachusetts. Het werd in 1987 opgericht als een dochteronderneming van Zayre Corp. en werd de wettelijke opvolger van Zayre Corp. na een bedrijfsreorganisatie in 1989.
Anno 2022 exploiteert TJX zijn vlaggenschipmerk TJ Maxx (in de Verenigde Staten) en TK Maxx (in Australië en Europa), Marshalls, HomeGoods, HomeSense, Sierra in de Verenigde Staten en HomeSense, Marshalls en Winners in Canada. Er zijn in totaal meer dan 4.557 filialen in negen landen. In 2021 stond TJX op de 97e plaats van Fortune 500 lijst van grootste Amerikaanse bedrijven naar omzet.

## Geschiedenis

### Zayre
De wortels van The TJX Companies gaan terug tot 1977 toen de eerste TJ Maxx-winkel in Auburn, Massachusetts werd geopend als onderdeel van de discountwarenhuisketen Zayre. In juni 1987 richtte Zayre The TJX Companies op als een dochteronderneming. In de eerste helft van 1988 hadden de Zayre-winkels operationele verliezen van $ 69 miljoen op een omzet van $ 1,4 miljard. Deskundigen gaven de schuld aan technologische achterstand, slecht management, ongepaste prijzen en oplopende voorraden. Hierdoor leek Zayre rijp voor een overname. Tijdens dit alles bleef de dochteronderneming The TJX Companies echter winst maken. In oktober 1988 besloot Zayre Corp. zijn energie op TJX te richten. Het verkocht de hele keten van bijna 400 Zayre-winkels aan Ames Department Stores Inc. In ruil daarvoor ontving het bedrijf $ 431,4 miljoen in contanten en voor een bedrag van $ 140 miljoen aan converteerbare preferente aandelen in Ames.
Het bedrijf bleef zich concentreren op zijn kernactiviteiten, met de verkoop van niet-gerelateerde activiteiten, waaronder BJ's Wholesale Club en Home Club, en bleef over met slechts één merk, TJ Maxx. In juni 1989 verwierf Zayre Corp. het uitstaande minderheidsbelang in TJX en fuseerde met de dochteronderneming, waarbij de naam veranderde van Zayre Corp. in The TJX Companies, Inc. Het nieuw genoemde bedrijf werd genoteerd aan de New York Stock Exchange.

### Uitbreiding
In 1990 breidde TJX haar filialennetwerk uit en expandeerde tegelijkertijd voor het eerst internationaal, toen het de Canadese markt betrad door de Winners-keten met vijf winkels over te nemen. Twee jaar later lanceerde het zijn derde winkelformule, HomeGoods, in de Verenigde Staten. De expansie van TJX buiten Noord-Amerika vond plaats in 1994, toen de vierde merkdivisie, TK Maxx, werd opgericht in het Verenigd Koninkrijk en vervolgens werd uitgebreid naar Ierland. In 1995 verdubbelde TJX in omvang toen het Marshalls, het vijfde merk, overnam. TJ Maxx en Marshalls werden later geconsolideerd als twee merken onder één enkele divisie, The Marmaxx Group. Het jaar daarop werd TJX Companies Inc. toegevoegd aan de Standard & Poor's S&P 500 Composite Index, die bestaat uit de 500 grootste bedrijven in de Verenigde Staten. In 1995 verkocht TJX de formule Hit or Miss, een discount-kledingwinkel via een door een werknemer gefinancierde buy-out.

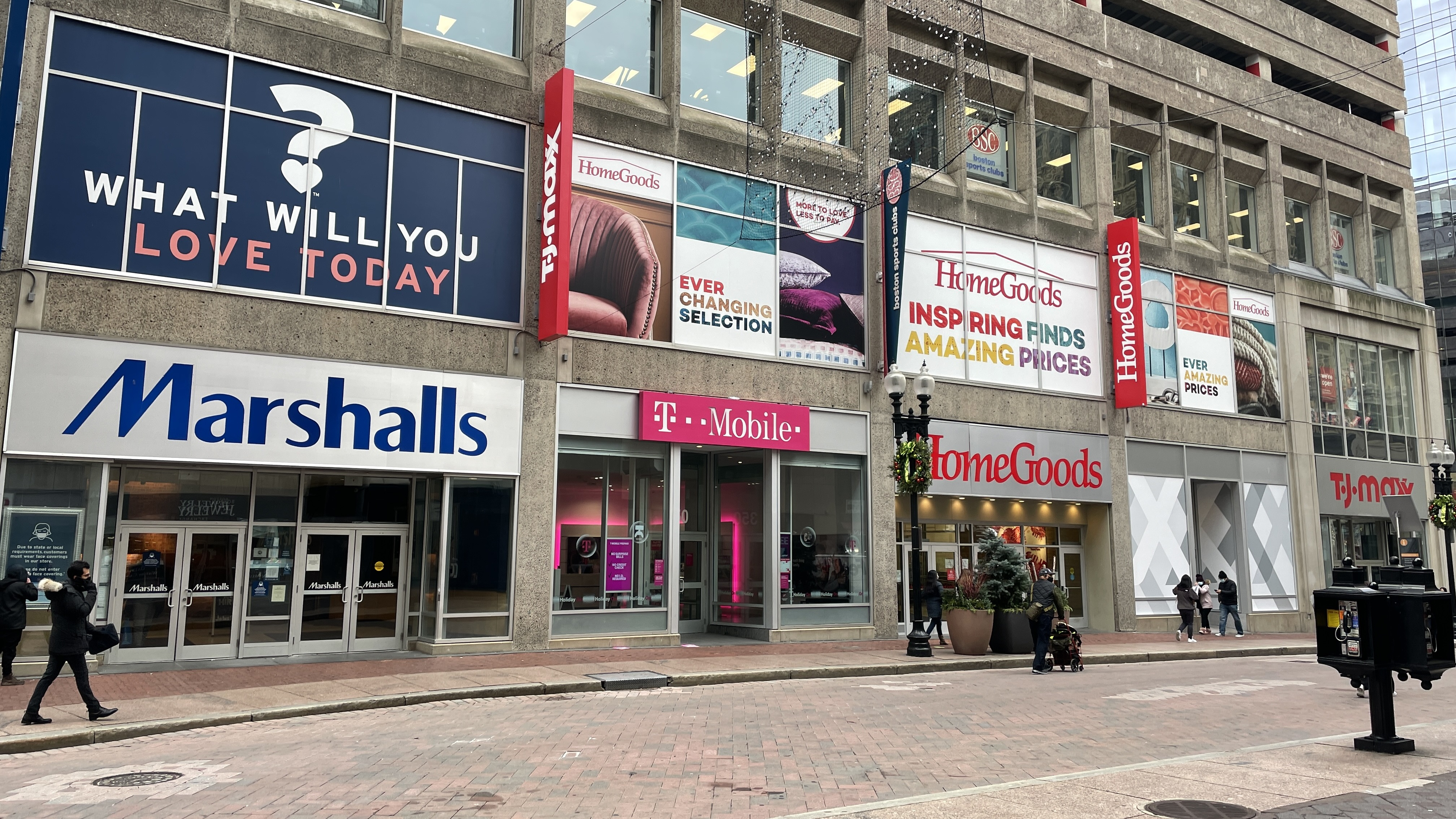
Marshalls, HomeGoods en TJ Maxx waren samen gevestigd in een gebouw in Downtown Crossing in Boston (2020).

TJX lanceerde in 1998 een zesde merk, A.J. Wright, in het oosten van de Verenigde Staten. Het merk werd nationaal in 2004 toen het zijn eerste winkels opende in Californië aan de westkust. De zevende merkdivisie van het bedrijf, HomeSense, opgericht in 2001, was een Canadees merk naar het voorbeeld van het bestaande Amerikaanse merk HomeGoods.
In 2002 bereikte de omzet van TJX bijna $ 12 miljard. Medio 2003 verwierf TJX een achtste merkdivisie, Bob's Stores, geconcentreerd in New England. In Canada startte TJX met het naast elkaar vestigingen van Winners- en HomeSense-winkels als superstores. Deze superstores hebben doorgangen naar elkaar. 
De omzet van TJX bedroeg in 2003 meer dan $13 miljard. TJX begon in 2004 met het testen van het superstore-model in de Verenigde Staten, waarbij een aantal Marmaxx-vestigingen werd gecombineerd met een HomeGoods-vestiging. Het bedrijf bereikte de 141e positie in de Fortune 500-ranglijst van 2004, met een omzet van bijna $ 15 miljard. In dat zelfde jaar stierf Stanley Feldberg, de oprichter van Zayre.
In april 2008 lanceerde TJX het merk HomeSense in het Verenigd Koninkrijk, met zes winkels die in mei opengingen. Deze winkels zijn duurder dan hun Canadese naamgenoot. Later dat jaar, in augustus, verkocht TJX Bob's Stores aan Versa Capital Management en Crystal Capital.
In december 2010 kondigde TJX aan dat de A.J. Wright-winkels zouden worden gesloten, waardoor ongeveer 4.400 banen zouden verdwijnen, en dat meer dan de helft van deze filialen zou heropenen onder een andere winkelformule.
In juli 2015 verwierf TJX de off-price winkelketens Trade Secret en Home Secret  van het Australische bedrijf Gazal Corporation Limited. De deal werd in december afgerond. In oktober werd Ernie Herrman benoemd tot CEO van het bedrijf, ter vervanging van Carol Meyrowitz. Hij nam de leiding over in januari 2016.
In november 2019 kocht TJX voor $ 225 miljoen een belang van 25% in de Russische retailer Familia. In maart 2022 kondigde TJX aan dat het belang van 25% verkocht zou worden als gevolg van de Russische invasie in Oekraïne. De waarde was op dat moment $ 186 miljoen.

### COVID-19-impact
Op 19 augustus 2020 maakte TJX Companies bekend dat de invloed van COVID-19-pandemie nog steeds impact had op het bedrijf. Het bedrijf kondigde aan dat de omzet in de maanden mei, juni en juli met 31% was gedaald, voornamelijk als gevolg van uitgebreide sluitingen van de winkel gedurende ongeveer een derde van de periode. TJX Companies rapporteerde een verlies in het tweede kwartaal van $ 214 miljoen.

## Lijst van winkelformules

### Huidige formules
| Merk      | Jaar van oprichting | Jaar verworven | Aantal filialen | Landen    | Landen     | Landen | Landen    | Landen  | Landen    | Landen | Landen | Landen |
| Merk      | Jaar van oprichting | Jaar verworven | Aantal filialen | Australië | Oostenrijk | Canada | Duitsland | Ierland | Nederland | Polen  | VK     | VS     |
| --------- | ------------------- | -------------- | --------------- | --------- | ---------- | ------ | --------- | ------- | --------- | ------ | ------ | ------ |
| HomeGoods | 1992                |                | 818             | Nee       | Nee        | Nee    | Nee       | Nee     | Nee       | Nee    | Nee    | Ja     |
| HomeSense | 2001                |                | 253             | Nee       | Nee        | Ja     | Nee       | Ja      | Nee       | Nee    | Ja     | Ja     |
| Marshalls | 1956                | 1995           | 1.236           | Nee       | Nee        | Ja     | Nee       | Nee     | Nee       | Nee    | Nee    | Ja     |
| Sierra    | 1986                | 2012           | 46              | Nee       | Nee        | Nee    | Nee       | Nee     | Nee       | Nee    | Nee    | Ja     |
| TJ Maxx   | 1976                |                | 1.271           | Nee       | Nee        | Nee    | Nee       | Nee     | Nee       | Nee    | Nee    | Ja     |
| TK Maxx   | 1994                |                | 654             | Ja        | Ja         | Nee    | Ja        | Ja      | Ja        | Ja     | Ja     | Nee    |
| Winners   | 1982                | 1990           | 279             | Nee       | Nee        | Ja     | Nee       | Nee     | Nee       | Nee    | Nee    | Nee    |

#### Divisies
- Marmaxx – TJ Maxx en Marshalls (Verenigde Staten)
- HomeGoods – HomeGoods en HomeSense (Verenigde Staten)
- TJX Canada – Winners, HomeSense (Canada) en Marshalls (Canada)
- TJX International – TK Maxx en HomeSense (Verenigd Koninkrijk  en Ierland)

### Voormalige formules
| Merk                | Jaar van oprichting | Jaar van opheffing | Jaar verworven | Jaar afgestoten | Opmerkingen:                                                                                               |
| ------------------- | ------------------- | ------------------ | -------------- | --------------- | --- |
| AJWright            | 1998                | 2011               |                |                 | Winkels geliquideerd of omgezet in andere TJX-merken                                                       |
| BJ's Wholesale Club | 1984                |                    | 1988           | 1989            | BJ's en HomeClub zijn afgesplitst van TJX en vormen Waban                                                  |
| Bob's Stores        | 1954                |                    | 2003           | 2008            | Verkocht aan Versa Capital Management en Crystal Capital                                                   |
| Home Club           | 1983                | 2002               | 1985           | 1989            | BJ's en HomeClub zijn afgesplitst van TJX en vormen Waban                                                  |
| The Maxx            | 2006                | 2009               |                |                 | |
| StyleSense          | 2008                | 2012               |                |                 | |
| Trade Secret        | 1992                | 2017               | 2015           |                 | Winkels omgezet naar TK Maxx                                                                               |
| Zayre               | 1956                | 1990               |                | 1988            | Verkocht aan Ames Department Stores, wat de spin-off van Waban en de reorganisatie van TJX mogelijk maakte |